# Meranoplus laeviventris
Meranoplus laeviventris är en myrart som beskrevs av Carlo Emery 1889. Meranoplus laeviventris ingår i släktet Meranoplus och familjen myror.

## Underarter
Arten delas in i följande underarter:
- M. l. laeviventris
- M. l. punctulatus